# Yonval

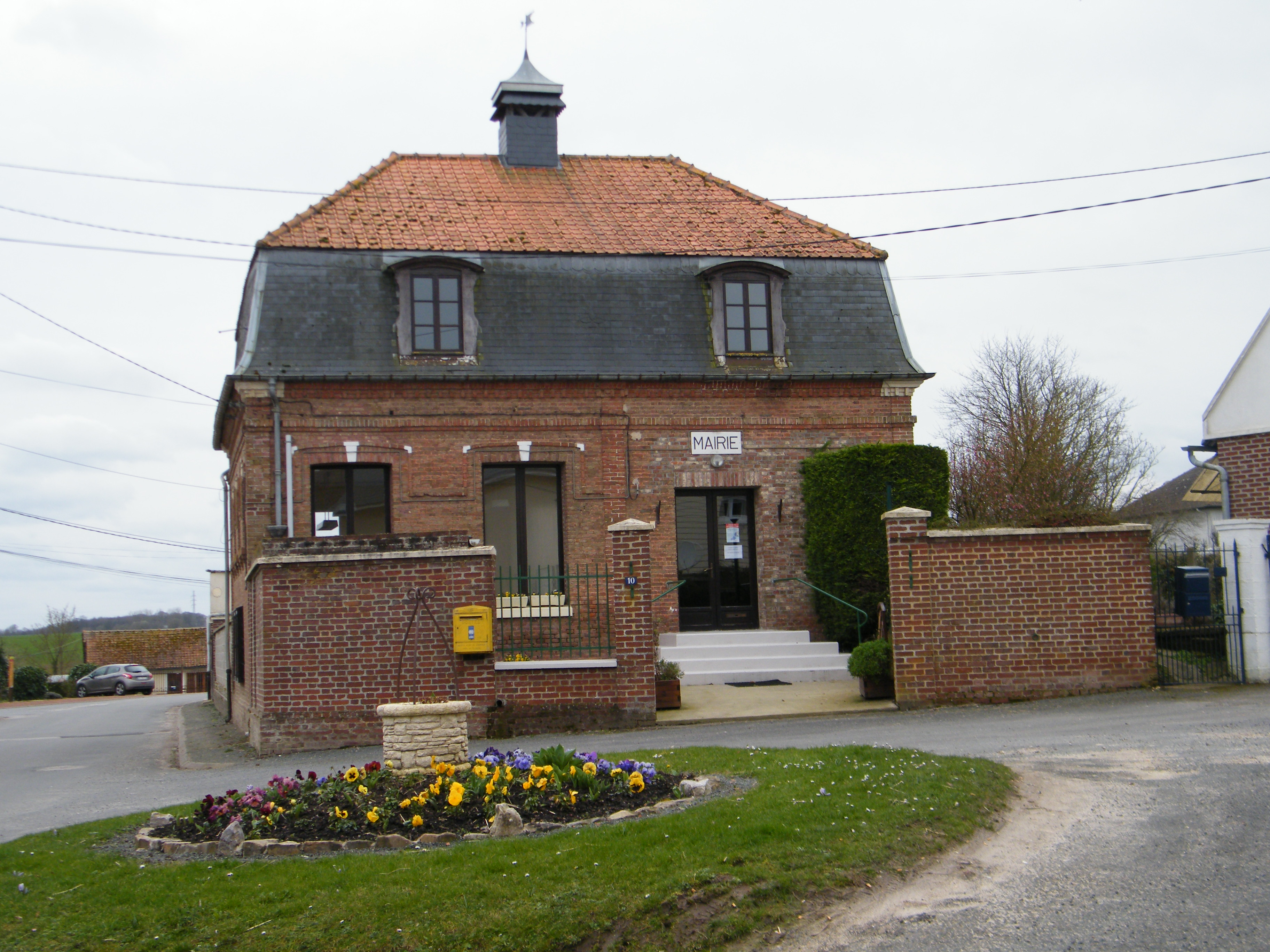
Rathaus in Yonval

Yonval ist eine französische Gemeinde mit 240 Einwohnern (Stand 1. Januar 2022) im Département Somme in der Region Hauts-de-France. Sie gehört zum Arrondissement Abbeville, zum Kanton Abbeville-2 und zum Gemeindeverband Baie de Somme.

## Geografie
Yonval liegt vier Kilometer südwestlich von Abbeville und 2,8 Kilometer südöstlich von Cambron im Tal der Somme an der Autobahn 28. Das Gemeindegebiet gehört zum Regionalen Naturpark Baie de Somme Picardie Maritime.

## Geschichte
Bei Ausgrabungen wurden Spuren von zwei gallo-römischen Villen gefunden, der Ort war also schon in gallo-römischer Zeit (52 v. Chr. bis 5. Jahrhundert n. Chr.) besiedelt.
Am 4. Juni 1940 im Zweiten Weltkrieg endete die Schlacht von Abbeville auf dem Gebiet zwischen Yonval und dem Weiler Bienfay von Moyenneville. Zum Andenken an diese Schlacht und an das 15. französische Infanterieregiment wurde in Yonval eine Stele errichtet.
Die Gemeinde Yonval entstand erst 1985, vorher war der Ort Teil von Cambron.

## Wirtschaft
Das Bild der Gemeinde wird von Weiden und Äckern bestimmt. Wichtige Erwerbszweige der Yonvalois sind Ackerbau und die Zucht von Hausrindern und Hausschweinen.